# Bundelkhand

La regione nell'India di oggi

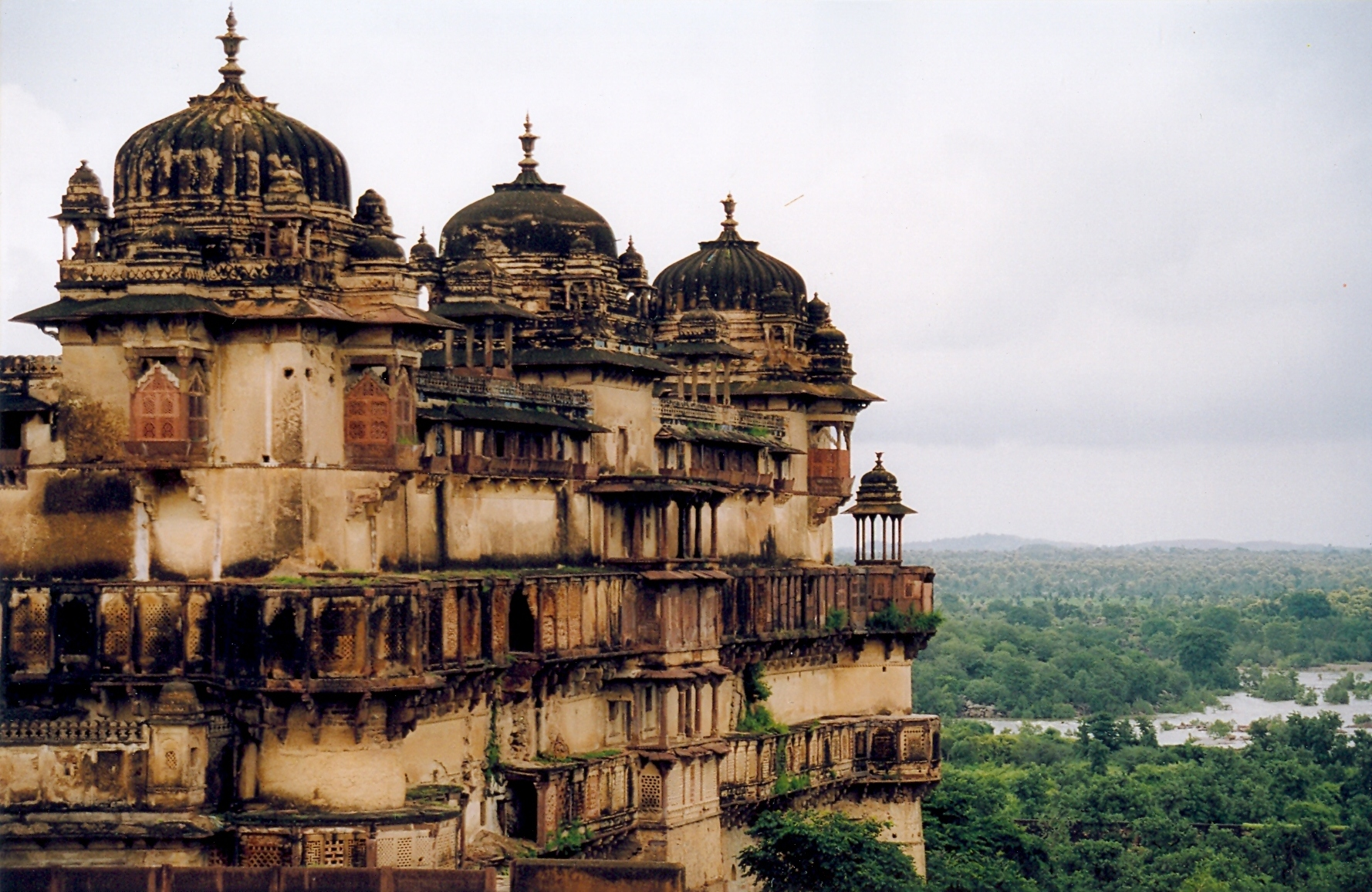
Lo Jahangir Mahal a Orchha

Bundelkhand è una regione geografica e culturale, e anche una catena montuosa dell'India Centrale.
La regione collinare è ora divisa tra gli stati dell'Uttar Pradesh e del Madhya Pradesh ed in quest'ultimo si trova la parte più grande.
I Khangar governarono l'area attuale dopo la caduta dei Chandela, la capitale del regno di Khangar era Garh Kundar in cui ancora oggi si trova un forte costruito da Khub Singh Khangar che fu il nipote del Maharaja Khet Singh Khangar fondatore del regno.
In questo periodo la regione era conosciuta come Jujhauti.
Il nome della regione invece nasce dai Bundela che gli succedettero nella metà del XIV secolo e la capitale si spostò ad Orchha.
Jhansi è la più grande città della regione ed è il suo centro culturale ed economico.
Tra le altre città ci sono: Konch, Kalpi, Chirgaon, Datia, Dabra, Mauranipur, Panna, Banda, Chitrakoot, Datia, Tikamgarh, Rath, Lalitpur, Sagar, Damoh, Jalaun, Orai, Hamirpur, Mahoba, Ashoknagar, e Chhatarpur.